# Limaville

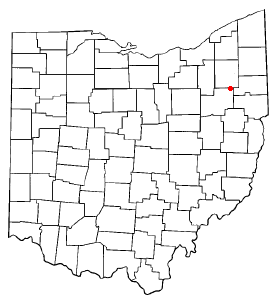
Limaville na planie stanu Ohio

Limaville – wieś w USA, w hrabstwie Stark, w stanie Ohio.
Według danych z 2000 roku wieś zamieszkiwana była przez 193 mieszkańców.